# Pellice
Der Pellice (Betonung auf der ersten Silbe) ist ein 53 km langer Gebirgsfluss im Westen des Piemont, namengebend für das Tal Val Pellice in den Cottischen Alpen.

## Flusslauf
Der Pellice entspringt am Nordhang des 3171 m hohen Monte Granero. Bei Pancalieri mündet er von links in den Po und ist dessen erster großer Nebenfluss. Etwa 13,8 km vor seiner Mündung nimmt er linkerhand den 55 km langen Chisone auf. Mithin ist der Flussweg aus Chisone und unterem Pellice länger als der Pellice selber.

## Wasserhaushalt
Der Einzugsbereich des Pellice umfasst 974 km².
Sein mittlerer Abfluss beträgt 21,32 m³/s. Mehr als die Hälfte davon, nämlich 12,30 m³/s, liefert der Chisone.

## Orte am Fluss
Orte direkt am Flussufer gibt es nur in der Val Pellice:
- Bobbio Pellice
- Torre Pellice

## Belege
- Liguria – mappa stradale – Touring Club Italiano, 1 : 200.000

1. 1 2  Piano di Tutela delle Acque – Revisione del 1º luglio 2004; Caratterizzazione bacini idrografici (PDF) (Memento des Originals vom 3. März 2016 im Internet Archive)  Info: Der Archivlink wurde automatisch eingesetzt und noch nicht geprüft. Bitte prüfe Original- und Archivlink gemäß Anleitung und entferne dann diesen Hinweis.